# Susanne von Paczensky

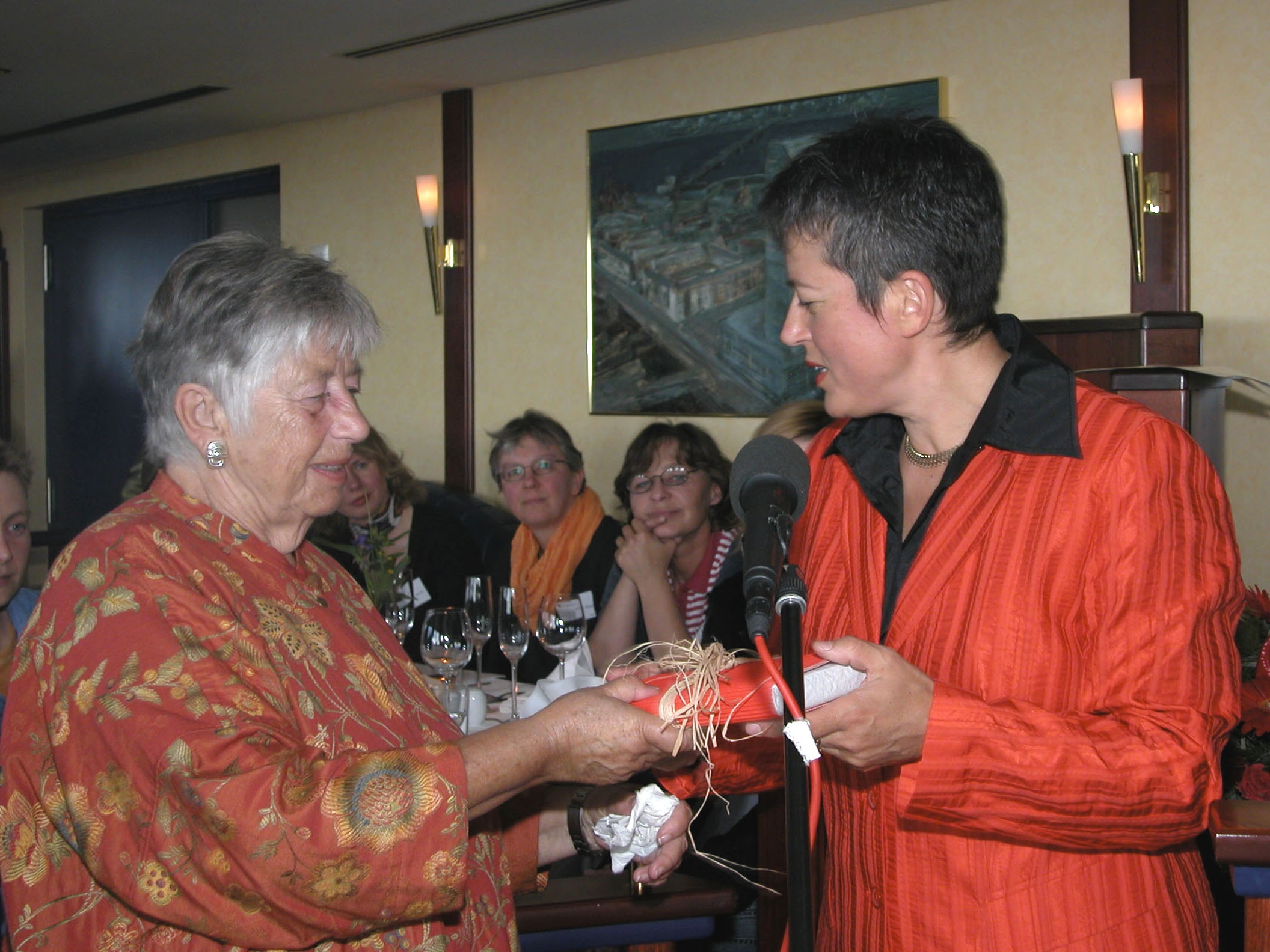
Susanne von Paczensky (links) bei der Verleihung der Hedwig-Dohm-Urkunde 2004. Ulrike Helwerth (rechts) gratuliert.

Susanne von Paczensky (Geburtsname Czapski) (* 22. Januar 1923 in Augsburg; † 15. Mai 2010 in Hamburg) war eine deutsche Journalistin, Autorin und engagierte Vertreterin der Frauenbewegung.

## Leben
Susanne von Paczensky wuchs in Berlin zusammen mit ihren Eltern und ihrem jüngeren Bruder Ulrich auf. Ihr Vater, Hans Czapski, war ein hoher preußischer Beamter mit sozialdemokratischer Tradition, ihre Mutter, Veronika Erdmann-Czapski, eine bekannte Lyrikerin. Obwohl getaufter Protestant, wurde der Vater in der Zeit des Nationalsozialismus zum Juden und Susanne zum „Mischling“ erklärt.
Auf der Schule im Berliner Nobelviertel Dahlem, die auch von Kindern einflussreicher Nazis besucht wurde, wurde Susanne Czapski als „Judensau“ beschimpft und vom Lehrer in „Rassenkunde“ als Musterbeispiel eines „Mischlings“ vorgeführt. Obwohl sie unter ihrer Außenseiterrolle litt, war sie stets ein aufgewecktes und selbstbewusstes Kind.
Nach dem Abitur 1941 begann sie ein Jurastudium in Freiburg, welches sie abbrechen musste, als ans Licht kam, dass sie ihren Ariernachweis gefälscht hatte, um zum Studium zugelassen zu werden.

### Karrierestart und die Nürnberger Prozesse
Bald darauf startete ihre journalistische Karriere. Zunächst als Dolmetscherin für die US-amerikanische Besatzungsmacht tätig, machte sie ein befreundeter Amerikaner auf die von amerikanischen Besatzungsoffizieren gegründete Nachrichtenagentur DENA (Deutsch-Amerikanische Nachrichtenagentur, später DANA), den Vorläufer der dpa, in Bad Nauheim aufmerksam.
Am 1. Oktober 1945 fing Susanne von Paczensky bei der DENA eine Ausbildung zur Nachrichtenredakteurin an. Nach nur drei Monaten Lehrzeit wurde die einzige Frau in der etwa zehnköpfigen Redaktion ausgewählt, um vom Nürnberger Prozess gegen die Hauptkriegsverbrecher zu berichten. Susanne von Paczensky, die zu diesem Zeitpunkt noch keinerlei journalistische Erfahrung hatte, war, neben Erika Mann und Ursula von Kardorff, eine der wenigen Frauen, die dort zugelassen waren.

### Von der politischen Reporterin zur Feuilletonistin
In den Jahren 1947 bis 1949 war sie Redakteurin der von der britischen Besatzungsmacht gegründeten Tageszeitung Die Welt in Hamburg. Sie heiratete den Journalisten Gert von Paczensky, der kurz darauf ebenfalls als politischer Redakteur bei der Welt anfing. Susanne von Paczensky war nun gezwungen, ins Feuilleton der Zeitung zu wechseln, da es für Ehepartner nicht erlaubt war, im selben Ressort zu arbeiten.
Im Jahr 1949 ging das Ehepaar schließlich gemeinsam nach London. Dort bekam nur ihr Mann den Job als politischer Auslandskorrespondent für die Welt, obwohl Susanne von Paczensky durch ihre Berichterstattung aus Nürnberg ein hohes journalistisches Ansehen genoss. Lediglich für das „Vermischte“ durfte sie hin und wieder Artikel einreichen.  Susanne von Paczensky begann daher, sich verstärkt im Privaten politisch zu engagieren.
Im Jahr 1951 wurde das Ehepaar Paczensky von der Welt nach Paris versetzt. Sie zählten zu den ersten deutschen Auslandskorrespondenten, die in Frankreich zugelassen waren.

### Rückkehr nach Hamburg
Im Jahr 1956 wurde Sohn Alexander geboren. Ein Jahr später folgte Susanne von Paczensky ihrem Mann zurück nach Hamburg, welcher dort den Posten des Ressortchefs „Außenpolitik“ annahm. Dort kam 1958 Tochter Carola auf die Welt.
Während ihr Mann Panorama-Chef und Chef von Radio Bremen wurde, schrieb sie als freie Journalistin für den Rundfunk und mehrere Zeitschriften, wie Deutsches Panorama, Kölner Stadtanzeiger, Brigitte und Constanze.
In den späten 1960er Jahren konnte sich Susanne von Paczensky wieder intensiver mit ihrer Arbeit auseinandersetzen, Interviews und Recherchen durchführen. Im Jahre 1969 wurde ihre Ehe mit Gert von Paczensky geschieden. Die Trennung nutzte Susanne von Paczensky für einen Neuanfang. Im Alter von fast 50 begann sie ein Soziologiestudium an der Universität Hamburg.

### Neuer Aufwind in den 1970er Jahren
Die westdeutsche Studentenbewegung entstand, und die Frauenbewegung blühte auf. Ihr frauenpolitisches Engagement begann. Gemeinsam mit ihren Mitstreiterinnen gründete sie die Hamburger Gruppe F.R.A.U sowie später die Fraueninitiative 6. Oktober, die sich für eine aktive Gleichstellungspolitik einsetzten. Sie schrieb über Reformen im Strafvollzug, über den Prozess „EMMA“ gegen „STERN“ und die Pille und entwickelte sich somit zu einer wichtigen Vertreterin der Frauenbewegung. Insbesondere den Kampf gegen das Abtreibungsverbot machte sie sich von nun an zur Lebensaufgabe.
Der § 218 war auch ein zentrales Thema ihrer Buchreihe „Frauen aktuell“, die sie in den Jahren 1977 bis 1983 im Rowohlt-Verlag herausgab. Jedes Jahr erschienen sechs Bände als rororo-Taschenbücher zu Themen wie Gewalt in der Ehe, Frauen im Parlament, Türkinnen in der BRD, Väter als Täter, Mütterfeindlichkeit, Frauen als Komplizinnen.

### Sechzig mit Begeisterung
Als Susanne von Paczensky älter wurde, wehrte sie sich in ihren Schriften nicht nur gegen die Herablassung und Bevormundung, mit der die Jüngeren ihr entgegentraten, sondern scheute sich auch nicht davor, die Begleiterscheinungen des Alterns zu thematisieren. Dabei empfand sie das Altern nicht als negativ. Im Gegenteil – während für sie der 40. Geburtstag noch „der schwärzeste Tag [ihres] Lebens“ war, begegnete sie dem Alter später mit Zuversicht und Neugier: „Fünfzig wurde ich bereits mit gutem Mut und sechzig mit Begeisterung“.
Im Jahr 1981 promovierte Susanne von Paczensky, im Alter von 58 Jahren, in Bremen zum Dr. phil in Soziologie. Ihre Dissertation zum Thema „Soziale Beziehungen lesbischer Frauen“ erschien unter dem Titel „Verschwiegene Liebe“ im Bertelsmann Verlag und behandelt die Diskriminierung lesbischer Frauen in der Gesellschaft.
Im Jahr 1982 gründete sie das Hamburger Familienplanungszentrum Hamburg e. V., das Beratung zu Themen wie Sexualität, Empfängnisverhütung, Schwangerschaft und Sexualpädagogik anbietet und mit Pro familia (Deutschland) und der Arbeiterwohlfahrt kooperiert. Im Jahr 2003 wurde sie Ehrenvorsitzende dieses Vereins.
Ab 1986 wendete sie sich verstärkt dem Kampf zur Liberalisierung von Schwangerschaftsabbrüchen zu und veröffentlichte in ihrer Zeit als erste Vorsitzende des Hamburger Familienplanungszentrums diverse Bücher zu diesem Thema. Aus Umfrageergebnissen der Untersuchungen im Familienplanungszentrum, zahlreichen Gesprächen mit Betroffenen und ihrer eigenen Erfahrung, entstanden so Bücher wie „§ 218: Zu Lasten der Frauen“ (1988) und „Das hätte nicht nochmal passieren dürfen!“ (1990). Auch in Artikeln in Zeitungen wie „Die Zeit“, Frankfurter Rundschau und „Vorwärts“ behandelt sie das Thema Abtreibung und § 218.

### Angst vor einem „Großdeutschen Reich“
Ende der 1980er Jahre war Susanne von Paczensky zutiefst beunruhigt über die kommende Wiedervereinigung Deutschlands. Dem damit einhergehenden Aufleben patriotischer Stimmungen begegnete sie mit großer Skepsis und Ablehnung. Ein „Großdeutsches Reich“, wie sie es nannte, wollte sie nicht noch einmal erleben.
Sie ging daher nochmal ins Ausland und berichtete von Berkeley, Kalifornien, aus für die Die Zeit, Brigitte und die Süddeutsche Zeitung weiterhin über gesellschaftskritische Themen, wie etwa den Strafvollzug in den USA und die Todesstrafe, gegen die sie sich einsetzte. Hauptpunkt ihrer Kritik war, dass die Bürgerrechte, auf die die US-Amerikaner so stolz seien, für den Verurteilten nicht gelten sollten.
Nach ihrer Rückkehr lebte Susanne von Paczensky wieder in Hamburg, wo sie unter anderem Migrantinnen dabei unterstützte, Deutsch zu lernen. Am 15. Mai 2010 verstarb Susanne von Paczensky im Alter von 87 Jahren.

### Sonstiges
Susanne von Paczensky war von 1947 bis 1969 mit dem Journalisten und Autor Gert von Paczensky verheiratet. Ihr Sohn ist der ehemalige taz-Fotograf Ali Paczensky, Geschäftsführer der Agentur Fotofinder in Berlin. Ihre Tochter ist die ehemalige Pressesprecherin des Bundesverfassungsgerichts und einstige Staatsrätin der Hamburger Justizbehörde, Carola von Paczensky (* 1958).

## Politisches Engagement

### Allgemein
Politik hat in Susanne von Paczenskys Leben immer eine große Rolle gespielt. Schon als Schülerin in Berlin, und später als Studentin in Freiburg, hatte sie Kontakt mit Widerstandsgruppen und erstellte Flugblätter.
In ihrer Zeit in London wurde Susanne von Paczensky erstmals in einer politischen Organisation aktiv. Sie trat der Fabian Society als Alternative zur Labour Partei bei, die keine Ausländer und Ausländerinnen aufnahm. Des Weiteren engagierte sie sich im Londoner Peace with China Council und schloss sich später in Frankreich einem Algerien-Unterstützungskomitee an.
Im Jahr 1958, ein Jahr nach ihrer Rückkehr nach Deutschland, trat sie in die SPD ein, in deren linkem Flügel sie über 30 Jahre tätig war. Sie war Abgeordnete in der Altonaer Bezirksversammlung, Mitglied in der Justizdeputation und von 1970 bis 1971 im Landesvorstand der SPD vertreten.
Als Justizdeputierte machte sie sich zunächst für eine Reform des Hamburger Strafvollzugs stark. Während ihres Soziologie-Studiums beteiligte sich Susanne von Paczensky an zahlreichen Demonstrationen und Versammlungen, etwa gegen Atomkraft, Vergewaltigung in der Ehe und für die Abschaffung des § 175, welcher Homosexualität unter Männern unter Strafe stellte.

### Einsatz für die Rechte der Frauen
Susanne von Paczenskys frauenpolitisches Engagement begann 1968, als sie sich aus Neugier an ihrer ersten Frauendemonstration, der „Women’s Lib“ in New York, beteiligte. Fortan war ihre politische und journalistische Arbeit stark geprägt vom Kampf für die Rechte der Frau und ihre gleichberechtigte Stellung in der Gesellschaft.
Aufgrund ihrer persönlichen Erfahrung mit Vergewaltigung und unerwünschter Schwangerschaft, setzte sich Susanne von Paczensky vor allem für diese Themen und insbesondere für die Abschaffung des § 218 ein. Im Jahr 1971 beteiligte sie sich an der von Alice Schwarzer initiierten Aktion „Wir haben abgetrieben!“, bei der unter anderem auch Prominente wie Romy Schneider und Senta Berger öffentlich zugaben, gegen den „Abtreibungs-Paragrafen“ verstoßen zu haben. Die Selbstbezichtigungsaktion erschien mit den Gesichtern der geständigen Frauen auf der Titelseite des Magazins Stern.

## Preise und Auszeichnungen
Im Jahr 1995 erhielt Susanne von Paczensky den Fritz-Sänger-Preis für ihr publizistisches Lebenswerk:

„Seit 50 Jahren streitet sie mit der Feder couragiert, kompetent und leidenschaftlich für eine demokratischere Gesellschaft, für Gedankenfreiheit, für soziale Reformen und für die Schwächeren in unserer Gesellschaft.“

Im Jahr 2004, kurz nach ihrer Rückkehr aus Kalifornien, erhielt sie gleich zwei Auszeichnungen. Für ihre journalistische Lebensleistung und ihr frauenpolitisches Engagement bekam sie die Hedwig-Dohm-Urkunde des Journalistinnenbundes. Magdalena Kemper hielt die Laudatio und sprach Susanne von Paczensky dieselben Eigenschaften zu, die auch Hedwig Dohm auszeichneten: „Unbeirrbar, ungeduldig, spöttisch, und neugierig bis ins höchste Alter. Das passt alles gut zu Dir.“  Des Weiteren erklärte sie:

„Widersetzlichkeit, Furchtlosigkeit, laut formulierter Protest – das verbinde ich mit Deiner Person, und das hat auch meine Sinne geschärft für Mitgefühl und Widerstand. Insofern bist Du mir – ohne es zu wissen – eine kämpferische Mentorin.“

Außerdem wurde sie mit dem Fritz-Bauer-Preis der Humanistischen Union in Anerkennung ihres Lebenswerkes, insbesondere ihres Einsatzes für die Rechte der Frauen, ausgezeichnet. Heide Hering zog ein Fazit unter Susanne von Paczenskys Lebenswerk:

„Der Kampf um Menschenrechte war für S.v.P. notwendig auch ein Kampf um Frauenrechte. Frauen sind speziellen Formen der Unfreiheit und Ungerechtigkeit unterworfen, ihre Beteiligung am politischen Handeln stößt auf besondere Hindernisse. Diese Hindernisse sichtbar zu machen und, wo möglich, abzubauen, das war ihr Ziel – und das ist ihr gelungen.“

## Würdigungen
Seit dem Jahr 2016 gibt es in Altona-Nord eine Susanne-von-Paczensky-Straße.

## Werke (Auswahl)
Bücher
- Der Testknacker. Wie man Karriere-Tests erfolgreich besteht. C. Bertelsmann, München 1974, ISBN 3-570-00912-2.
- Verschwiegene Liebe. Zur Situation lesbischer Frauen in der Gesellschaft. C. Bertelsmann, München 1981, ISBN 3-570-02158-0.
- Gemischte Gefühle von Frauen, die ungewollt schwanger sind. Beck, München 1987, ISBN 3-406-32325-1.
- Bescheidene Luftschlösser. Die Frau in der Gesellschaft. Fischer, Frankfurt am Main 1997, ISBN 3-596-13457-9.

Herausgeberschaft
- Frauen und Terror. Versuche, die Beteiligung von Frauen an Gewalttaten zu erklären. Rowohlt, Reinbek 1978, ISBN 3-499-14277-5.
- Die verkauften Bräute. Türkische Frauen zwischen Kreuzberg und Anatolien. Rowohlt, Reinbek 1978, ISBN 3-499-14268-6.
- Wir sind keine Mörderinnen! Streitschrift gegen eine Einschüchterungskampagne. Rowohlt, Reinbek 1980, ISBN 3-499-14635-5.
- Die neuen Moralisten. § 218 – Vom leichtfertigen Umgang mit einem Jahrhundertthema. Rowohlt, Reinbek 1984, ISBN 3-499-15352-1.
- § 218: Zu Lasten der Frauen (Zusammen mit Renate Sadrozinski). Rowohlt, Reinbek 1988, ISBN 3-499-12383-5.

Studien
- Das hätte nicht nochmal passieren dürfen! Wiederholte Schwangerschaftsabbrüche und was dahinter steckt. Eine Studie aus dem Familienplanungszentrum Hamburg. Fischer, Frankfurt am Main 1990, ISBN 3-596-24755-1.